# Physeriococcus cellulosus
Physeriococcus cellulosus är en insektsart som beskrevs av Borchsenius 1959. Physeriococcus cellulosus ingår i släktet Physeriococcus och familjen eksköldlöss. Inga underarter finns listade i Catalogue of Life.